# ألبرتو لومباردي
ألبرتو لومباردي (بالإيطالية: Alberto Lombardi)‏ هو متسابق الحدث إيطالي، ولد في 21 أغسطس 1893 في درونيرو في إيطاليا، وتوفي بنفس المكان في 10 أبريل 1975.

## وصلات خارجية
- ألبرتو لومباردي على موقع اللجنة الأولمبية الدولية (الإنجليزية)
- ألبرتو لومباردي على موقع أوليمبيديا (الإنجليزية)
- ألبرتو لومباردي على موقع اللجنة الأولمبية الإيطالية (الإيطالية)